# Eloy Benito Ruano
Eloy Benito Ruano (Olías del Rey, Toledo, 1 de desembre de 1921 − Oviedo, 22 d'abril de 2014) va ser un historiador medievalista espanyol.

## Biografia
Va coincidir la seva formació com a Batxiller a Madrid durant la Guerra Civil Espanyola. Acabat el conflicte, va ser inspector de la policia franquista i va pertànyer a la Brigada Político-Social. Va marxar a la Universitat de La Laguna, en Canàries, per cursar la carrera de Filosofia i Lletres, acabant-los en la Universitat Central de Madrid amb Premi Extraordinari el 1948. El mateix any es va incorporar com a professor ajudant de la universitat madrilenya fins que el 1958 va ocupar la de professor adjunt en Història General d'Espanya, al mateix temps que poc abans, 1956, es doctorava amb una tesi que seria més tard publicada en forma de llibre: Toledo en el siglo XV. Vida política.
Durant aquells anys va obtenir diverses beques i ajudes d'institucions espanyoles i estrangeres que li van permetre ampliar els estudis. Destaquen els de la Universitat Internacional Menéndez Pelayo, la Universitat per a Estrangers de Perusa, del Consell Superior d'Investigacions Científiques (al que es va incorporar), i dels governs francès i britànic, entre d'altres.
El 1964 va guanyar la Càtedra d'Història General d'Espanya en la Universitat d'Oviedo, traslladant-se a Astúries on va romandre fins a 1981. Va destacar en la seva labor educativa, investigadora i acadèmica, sent Degà de la Facultat, cofundador del Col·legi Universitari de León, més tard convertit en Universitat, cofundador de la revista Asturiensia Medievalia i publicant una trentena d'obres. En aquesta etapa vas agafar als grans congressos internacionals d'història que se celebren en Roma, Estocolm, Viena, Moscou, San Francisco, Bucarest i Stuttgart.
El 1981 va obtenir la Càtedra d'Història Medieval de la Universitat Nacional d'Educació a Distància, la qual cosa li va fer tornar definitivament a Madrid. Després de la seva jubilació va romandre com a Catedràtic Emèrit.
És acadèmic de nombre de la Reial Acadèmia de la Història des de 1988 (ja ho era com a corresponent des de 1972) i de la Reial Acadèmia de Doctors des de 1997. Va ser Premio Nacional de Historia de España i membre de l'Acadèmia Europea de les Ciències i les Arts (1997).

## Llibres publicats més destacables
- Gente del siglo XV. Madrid, Real Academia de la Historia, 1998. ISBN 84-89512-09-4
- Losada, el relojero de la Puerta del Sol. Madrid, Artes Gráficas Municipales, 1993. ISBN 84-7812-219-2
- De la alteridad en la historia: discurso leído el 22 de mayo de 1988 en la recepción pública de D. Eloy Benito Ruano y contestación por D. Antonio Rumeu de Armas. (junto a Antonio Rumeu de Armas). Madrid, Real Academia de la Historia, 1988. ISBN 84-600-5385-7
- Madrid medieval. Madrid, Artes Gráf. Municipales, 1986. ISBN 84-505-3895-5
- La clericía ovetense en la baja Edad Media: estudio socio-económico. (junto a Javier Fernández). Oviedo, [[Instituto de Estudios Asturianos]], 1982. ISBN 84-00-05194-7
- Dos estudios sobre relojería matritense: Relojes y relojeros del Ayuntamiento de Madrid. (junto a Luis Montañes Fontela). Madrid, 1980. ISBN 84-7274-074-9
- Los orígenes del problema converso. El Albir, 1976. ISBN 84-7370-020-1. Edición digital accesible, Biblioteca Virtual Miguel de Cervantes.
- Tópicos y realidades de la Edad Media. (Director. 3 volúmenes). Real Academia de la Historia. Madrid, 2002. ISBN 84-89512-80-9. Vol. 1Vol.2 Vol. 3